# Haririyya
La confraria haririyya fou una confraria sufí fundada a partir dels ensenyaments de la confraria rifaïyya per Alí ibn Abi-l-Hàssan al-Harirí al-Marwazí, que va viure a la primera meitat del segle xiii i va morir el 1247. Es va desenvolupar a la regió de Damasc a Síria.